# اشتاد مهران
اَشتاد مهران (پارسی میانه: Aštād Mihrān) یکی از نجیب‌زادگان ساسانی در سده سوم میلادی در زمان حکومت شاپور یکم و دبیربد دربار بود. او نخستین فرد شناخته‌شده از خاندان مهران است.

## زندگی

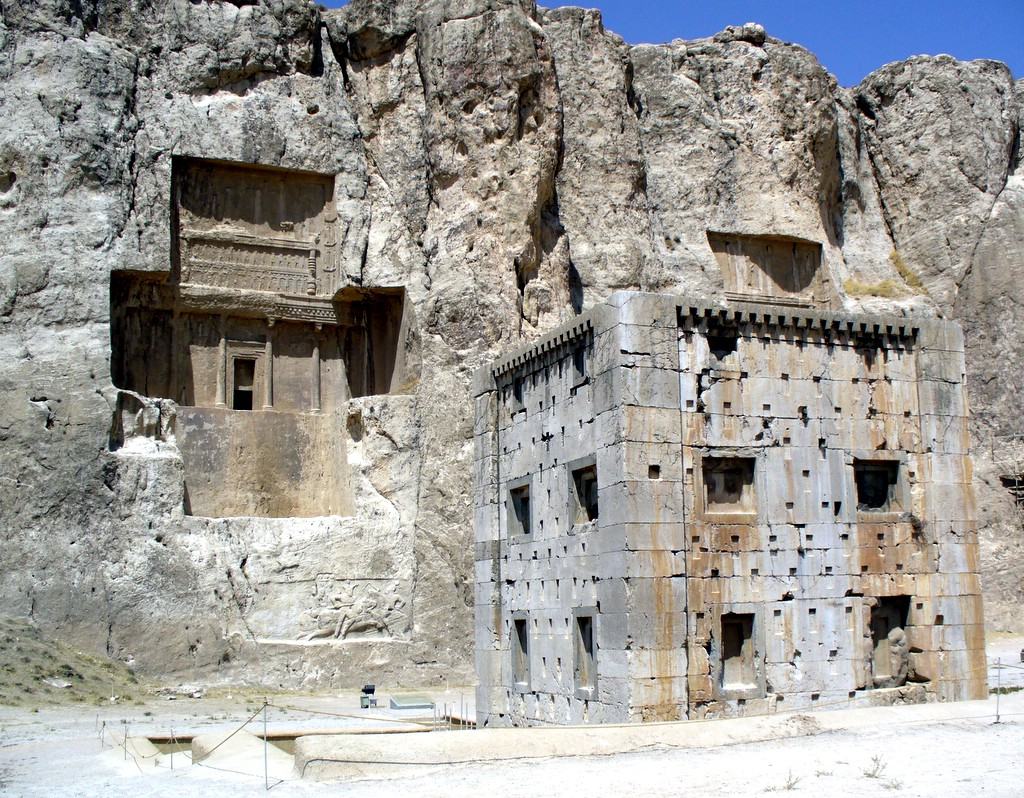
کعبه زرتشت، جایی که سنگ‌نوشته شاپور یکم حک شده‌است

از او در سنگ‌نوشته شاپور یکم بر کعبه زرتشت با عنوان دبیر یاد شده‌است. او در این سنگ‌نوشته در میان ۶۷ نجیب‌زاده در رتبهٔ پنجاه‌وشش قرار دارد. اشتاد نخستین فرد شناخته‌شده از خاندان مهران، خاندان حاکم بر ری، در تاریخ است. وظایف وی انجام مکاتبات سلطنتی و ایجاد پیمان‌های رسمی طبق دستور شاپور بود. با قضاوت بر اساس موقعیتش می‌توان گفت شاید او یک خواجه بوده‌است.